# Лушніки (Новосибірська область)
Лушніки (рос. Лушники) — село у Сузунському районі Новосибірської області Російської Федерації.
Входить до складу муніципального утворення Болтовська сільрада. Населення становить 91 особа (2010).

## Історія
Згідно із законом від 2 червня 2004 року органом місцевого самоврядування є Болтовська сільрада.

## Населення
| 2002 | 2007 | 2010 |
| ---- | ---- | ---- |
| 144  | ↘122 | ↘91  |